# تشارلز هيبر كلارك
تشارلز هيبر كلارك (بالإنجليزية: Charles Heber Clark)‏ (11 يوليو 1841، برلين في الولايات المتحدة - 10 أغسطس 1915)؛ روائي أمريكي.